# نمای منزل کمالی
نمای منزل کمالی مربوط به دوره قاجار است و در مشهد، میدان شهدا، تقاطع خسروی، روبه روی بانک ملت واقع شده و این اثر در تاریخ ۱۱ مرداد ۱۳۸۴ با شمارهٔ ثبت ۱۲۳۸۸ به‌عنوان یکی از آثار ملی ایران به ثبت رسیده است.